# Fritillaria michailovskyi
Fritillaria michailovskyi là một loài thực vật có hoa trong họ Liliaceae. Loài này được Fomin miêu tả khoa học đầu tiên năm 1905.